# Skaun
Skaun ist eine Kommune (Gemeinde) im Fylke Trøndelag in Mittelnorwegen.
Verwaltungssitz ist der Ort Børsa. Weitere Siedlungen sind Buvika, Venn, Viggja und Eggkleiva. Die Gemeinde ist ländlich geprägt. Die meisten Bewohner pendeln zu ihren Arbeitsplätzen im 25 Kilometer östlich gelegenen Trondheim.
Der Legende nach machte einst in Børsa der Wikinger Einar Tambarskjelve sein Schiff an vier riesigen Felsblöcken (bauta) fest; diese Felsen – die eisenzeitlichen Bautasteine von Børsa – haben Eingang in das Gemeindewappen gefunden.
Die Trilogie Kristin Lavransdatter der Nobelpreisträgerin Sigrid Undset hat ihren Handlungsort zu einem Gutteil in der Umgebung, im mittelalterlichen Husaby in der Nähe von Venn.